# Marina Azjabina
Marina Ėduardovna Azjabina (in russo Марина Эдуардовна Азябина?; Iževsk, 15 giugno 1963) è un'ex ostacolista russa, fino al 1991 sovietica.

## Palmarès

### Mondiali
- 1 medaglia:
  - 1 argento (Stoccarda 1993 nei 100 m ostacoli[1])

### Universiadi
- 1 medaglia:
  - 1 oro (Sheffield 1991 nei 100 m ostacoli[2])

### Goodwill Games
- 1 medaglia:
  - 1 bronzo (San Pietroburgo 1994 nei 100 m ostacoli[1])

## Altre competizioni internazionali
1993
- Coppa Europa di atletica leggera ( Roma)[1]